# 嵯峨善兵
嵯峨 善兵（さが ぜんぺい、1909年〈明治42年〉5月18日 - 1989年〈平成元年〉3月13日）は、日本の俳優、映画製作者。本名：佐賀 善一（さが ぜんいち）。
新劇俳優から映画俳優となり、戦後に発生した東宝争議では山本薩夫、伊藤武郎らと組合側の先頭に立った。以後は独立プロ映画など多くの作品に出演している。また、独特な顔立ちからテレビドラマでは時代劇における悪徳商人としても活躍した。

## 来歴・人物
1909年（明治42年）5月18日、石川県金沢市に生まれる。1男2女の長男で、生家は生糸と羽二重を製造していた。日本美術学校（現・日本美術専門学校）洋画科卒業。
1929年（昭和3年）、日本プロレタリア美術家同盟に入るが俳優に転じ、同年東京左翼劇場に入り、6月の第12回公演『全線』で初舞台を踏む。その後新築地劇団、劇団金曜会、東京演劇集団などを転々として舞台活動を行う。
1932年（昭和7年）、日活を脱退した伊藤大輔、内田吐夢、田坂具隆、村田実らで結成した新映画社の設立第1作『昭和新撰組』に出演、映画初出演作となるが、翌1933年（昭和8年）に解散したため、同社メンバーと行動を共にして新興キネマに入社。1935年（昭和10年）にP.C.L.映画製作所へ移り、木村荘十二監督の『都会の怪異七時三分』等に出演。この頃一時期だけ細川ちか子と同棲していた。1937年（昭和12年）、東宝映画の専属となり、脇役として多くの映画に出演した。
1946年（昭和21年）から東宝争議が発生し、嵯峨は日本映画演劇労働組合（日映演）東宝支部中央執行委員として書記長を務め、日映演を代表して同年の全日本産業別労働組合会議（略称:産別会議）結成の中心を担い、副委員長として3次にわたる争議を指導する。1948年（昭和23年）、争議解決の条件に従い、伊藤武郎、山本薩夫、亀井文夫ら20名の組合幹部の一人として争議の責任をとって東宝を自発的に退社。1950年（昭和25年）、争議の妥結資金で製作した山本監督の『暴力の街』に出演。4月、本作の興行的成功を機に、山本・伊藤らと独立プロ新星映画社を設立。山本監督の『真空地帯』『太陽のない街』などの作品をプロデュースし、この間に山本、今井、新藤兼人ら独立プロの監督作品に多数出演した。
その後、劇団民藝に入団し、『夜明け前』や『狼』などの舞台に出演。同時に民藝が提携契約を結んでいる日活の映画にも多く出演し、アクション映画等で悪役を演じた。この頃からテレビドラマにも数多く出演しており、後年にはテレビ時代劇で悪役俳優として活躍する。悪代官よりは悪徳豪商を演じることが多く、現代劇でも政財界の黒幕役といった、冷酷かつ狭量な大物悪役を演じた。映画では山本薩夫の社会派大作『華麗なる一族』『金環蝕』『不毛地帯』に出番は少ないながらも重厚な演技を見せ、晩年は伊丹十三監督作品にも登場した。
1989年（平成元年）3月13日午後10時30分、急性心不全のため榊原記念病院で死去。79歳没。没後に放映された『翔んでる!平賀源内』第2話（1989年5月15日）が最後の出演であった。

## 出演作品

### 映画
太字の題名はキネマ旬報ベスト・テンにランクインした作品
- 只野凡児 人生勉強（1934年、P.C.L.）- 野見山
- 花咲く樹（1934年、新興キネマ）- 中瀬
- あゝ玉杯に花うけて（1935年、新興キネマ）- 千三の叔父
- 港の夜霧（1935年、新興キネマ）- 宝石密輸商杉沼
- 民衆の太陽（1935年、新興キネマ）- 防犯協会の幹事早坂
- 三色旗ビルディング（1935年、P.C.L.）- 応援団長
- いたづら小僧（1935年、P.C.L.）- 冨田
- 都会の怪異七時三分（1935年、P.C.L.）- 鱈間垂平
- 彦六大いに笑ふ（1936年、P.C.L.）- 人夫頭
- かっぽれ人生（1936年、P.C.L.）- 吉田
- 武士道朗らかなりし頃（1936年、P.C.L.）- 篠崎
- お嬢さん（1937年、P.C.L.）- 安河内公弘
- 南風の丘（1937年、東宝映画）- 留公
- 戦ひの曲（1937年、東宝映画）
- 楽園の合唱（1937年、東宝映画）- 撮影カメラマン
- からゆきさん（1937年、東宝映画）
- 日本女性読本（1937年、東宝映画）
- 東海道は日本晴れ（1937年、東宝映画）- 滝村さん
- 維新秘話戦ひの曲（1937年、東宝映画）- 加藤一郎
- 禍福（1937年、東宝映画）- 太田
- 地熱（1938年、東宝映画）- 金助
- ドレミハ大学生（1938年、東宝映画）- 加藤
- 新柳櫻（1938年、東宝映画）
- 逢魔の辻 江戸の巻（1938年、東宝映画）- 家主
- 鉄腕都市（1938年、東宝映画）
- 家庭日記（1938年、東宝映画）- 久保
- 牧場物語（1938年、東宝映画）
- 武道千一夜（1938年、東宝映画）- 彦六
- チョコレートと兵隊（1938年、東宝映画）- 藤田一等兵
- 樋口一葉（1939年、東宝映画）
- リボンを結ぶ夫人（1939年、東宝映画）
- 青春野球日記（1939年、東宝映画）- レッド・ウォーラス監督
- 美はしき出発（1939年、東宝映画）
- 金語楼の大番頭（1939年、東宝映画）
- 忠臣蔵（1939年、東宝映画）- 梶川与惣兵衛
- 支那の夜（1940年、東宝映画）- 池田
- 遙かなる弟（1940年、東宝映画）- 大貫綱二
- 男の花道（1941年、東宝映画）- 中村有斎
- 虞美人草（1941年、東宝映画）- 浅井末吉
- 白鷺（1941年、東宝映画）- 紅葉館の客・画伯
- 闘魚（1941年、東宝映画）- ヤマト文協会編集長
- 水滸伝（1942年、東宝映画）- 花和尚魯智深
- 母の地図（1942年、東宝映画）- 課長
- 緑の大地（1942年、東宝映画）- 宮川信成
- 秘めたる覚悟（1943年、東宝映画）- 保険会社員
- 進め独立旗（1943年、東宝映画）- サドゥ
- 音楽大進軍（1943年、東宝映画）- 岡倉の支配人
- 私の鶯（1943年、満映・東宝映画）
- ハナ子さん（1943年、東宝映画）- 木村
- 男（1943年、東宝映画）- 松木
- 日常の戦ひ（1944年、東宝）- 山田一雄
- 殺人者の顔（1950年、東宝）- 支配人
- 新しい歌声（1950年、東宝教育）
- 女の四季（1950年、東宝）- 男
- 暴力の街（1950年）- 島脇記者
- 戦慄（1950年、東横映画）- 樽沢総裁
- 戦火を越えて（1950年、太泉・第一協団）
- 箱根風雲録（1952年、新星映画）- 弘文院学士林大学頭
- 山河を越えて（1952年、文芸プロ）- 父
- 赤い自転車（1953年、第一映画）- ボス大友
- 縮図（1953年、近代映画協会）- 代議士八代
- 足摺岬（1954年、近代映画協会）- 印刷所支配人
- 若い人たち（1954年、全国銀行従業員組合連合会）- 重役
- 太陽のない街（1954年、新星映画）- 重役（ノンクレジット）
- 億万長者（1954年、青俳クラブ）- 裁判長
- 石合戦（1955年、民藝・日活）- 大野剛造
- 狼（1955年、近代映画協会）
- 台風騒動記（1956年、山本プロ）- 福沢次官
- 或る夜ふたたび（1956年、松竹）
- 嫁ぐ日（1956年、松竹）- 社長
- 女優（1956年、近代映画協会）- 杉三郎
- 真昼の暗黒（1956年、現代ぷろ）- 高橋由造
- ただいま零匹（1957年）- 雲外和尚
- 純愛物語（1957年、東映）- 中華そばやの主人
- 拾われた子牛さん（1958年、東映教育）
- 悪徳（1958年、日映） - 榊原元吉
- 野獣群（1958年、新東宝）- 箱虎組社長
- 夜は俺のものだ（1958年、日活）- 太田主任
- 硫黄島（1959年、日活）- 親方
- 第五福竜丸（1959年、近代映画協会）- 社会部次長
- 女の決闘（1959年、新東宝）- 赤沢伝
- 傷痕の掟（1959年、日活）- 津川銀次郎
- われらの時代（1959年、日活）
- 脅迫の影（1959年、日活）- 賭場の中年紳士
- 危険な女（1959年、日活）- アパートの管理人
- 地獄の曲り角（1959年、日活）- 吉満
- 人間の壁（1959年、山本プロ）- 大川市会議員
- 爆薬に火をつけろ（1959年、日活）- 加納社長
- ある恋の物語（1960年、日活）- 大沢
- 喧嘩太郎（1960年、日活）- 早田社長
- 刑事物語 銃声に浮かぶ顔（1960年、日活）- 海老原
- 素っ飛び小僧（1960年、日活）- 贋金
- 拳銃無頼帖 電光石火の男（1960年、日活）- 麻島
- トップ屋取材帖シリーズ（日活）
  - トップ屋取材帖 影を捨てた男（1960年）- 劉
  - トップ屋取材帖 消えた弾痕（1960年）- 陳
- 闇に光る眼（1960年、日活）- 能勢
- 疾風小僧（1960年、日活）- 王徳仁
- 地図のない町（1960年、日活）- 川西辰次
- 鉄火場の風（1960年、日活）- 鱶川謙三
- あした晴れるか（1960年、日活）- 吉田のおじさん
- 金語楼の俺は殺し屋だ（1960年、日活）- 梶山
- 天下を取る（1960年、日活）- 桐野
- 闇に光る眼（1960年、日活）- 能勢
- 密航0ライン（1960年、日活）- 楊金東
- 善人残酷物語（1960年、日活）- 青木伝造
- 男の怒りをぶちまけろ（1960年、日活）- 陳
- 天使が俺を追いかける（1961年、日活）- 大河原
- 明日に向かって突っ走れ（1961年、日活）- 李
- 機動捜査班シリーズ（日活）
  - 機動捜査班 罠のある街（1961年）- 木内
  - 機動捜査班 都会の牙（1961年）- 横山
  - 機動捜査班 秘密会員章（1961年）- 雲井
- 警察日記 ブタ箱は満員（1961年、日活）- 尾花山町警察署栗橋署長
- 太陽、海を染めるとき（1961年、日活）- 安芸海運社長
- 東京騎士隊（1961年、日活）- 徳武
- 処刑前夜（1961年、日活）- 田村教誨師
- セールスマン物語 男にゃ男の夢がある（1961年、日活）- 大石源太郎
- 白い雲と少女（1961年、日活）- 安井真介
- 東京ドドンパ娘（1961年、日活）- 鶴野亀三郎
- 胸の中の火（1961年、日活）- 金縁
- 散弾銃の男（1961年、日活）- 金東光
- 舞妓の上京（1961年、日活）- 吉原
- 百万弗を叩き出せ（1961年、日活）- 石見インスペクター
- サラリーマン物語 敵は幾万ありとても（1962年、日活）- 荒木社長
- 抜き射ち三四郎（1962年、日活）- 植木
- 人間狩り（1962年、日活）- 警察署長
- 歌う暴れん坊（1962年、日活）- 署長
- 乳房を抱く娘たち（1962年、山本プロ）- 農協理事
- 若くて悪くて凄いこいつら（1962年、日活）- 骨董屋の主人
- 当りや大将（1962年、日活）- 署長
- 上を向いて歩こう（1962年、日活）- 久米刑事
- 交換日記（1963年、日活）- 谷村
- 銀座の次郎長（1963年、日活）- 竜巻熊太郎
- 現代っ子（1963年、日活）- 田原老人
- エデンの海（1963年、日活）- 警察署長
- 煙の王様（1963年、日活）- 機関区長
- 競輪上人行状記（1963年、日活）- 山県
- 泥だらけの純情（1963年、日活）- 福井の父
- 花と怒濤（1964年、日活）- 桑島辰二郎
- 殺人者を消せ（1964年、日活）- 山下圭作
- 早射ちジョー 砂丘の決斗（1964年、日活）- 鬼頭重吉
- 男の紋章シリーズ（日活）
  - 男の紋章 喧嘩状（1964年）- 北沢男爵
  - 男の紋章 流転の掟（1965年）- 頼山寺住職
- うず潮（1964年、日活）- 父親
- 高原のお嬢さん（1965年、日活）- 三島栄太郎
- 拳銃無宿 脱獄のブルース（1965年、日活）- 赤沢重蔵
- 刺青一代（1965年、日活）- 戸塚岩松
- 証人の椅子（1965年、大映）- 警察医
- 夜霧の脱出（1965年、日活）- 津村
- 賭場の牡猫（1965年、日活）- 小野垣大造
- 栄光への挑戦（1966年、石原プロ・日活）- 御子柴部長
- 河内カルメン（1966年、日活）- 斉藤長兵衛
- 続東京流れ者 海は真っ赤な恋の色（1966年、日活）- 杉安太郎
- 傷だらけの天使（1966年、日活）- 和田
- 青春のお通り 愛して泣いて突走れ（1966年、日活）
- この虹の消える時にも（1966年、日活）- 飯島義介
- 青春大統領（1966年、日活）- 卜部
- 星のフラメンコ（1966年、日活）- 財前公之助
- 東京市街戦（1967年、日活）- 芝文
- 東京ナイト（1967年、日活）- 山村
- 孤島の太陽（1968年、日活）- 校長先生
- ぼん太の結婚屋 いろいろあらァな田舎っぺ（1968年、日活）- 日の出製薬社長・石川
- 刺客列伝（1969年、日活）- 俵
- 喜劇 命の値段（1971年、松竹）- 衛星課長
- 御用牙（1972年、東宝）- 大奥医師・稲村玄伯
- 華麗なる一族（1974年、芸苑社）- 山本社民党委員長
- 暴力金脈（1975年、東映）- 東亜製作所の重役
- 金環蝕（1975年、大映映画）- 早川衆議院決算委員長
- 超高層ホテル殺人事件（1976年、松竹）- 猪原留吉
- 不毛地帯（1976年、芸苑社）- 梅津大本営参謀総長
- 皇帝のいない八月（1978年、松竹）- 兵頭重雄大日本菊花会会長
- 翼は心につけて（1978年、共同映画全国系列会議）
- 夜が崩れた（1978年、松竹）- 茨組組長
- 動乱（1980年、東映）- 笹井田巖
- 悪霊島（1981年、角川春樹事務所）- 妹尾四郎兵衛
- タンポポ（1985年、伊丹プロ）- 常務
- マルサの女（1987年、伊丹プロ）- 税務署長
- さくら隊散る（1988年、近代映画協会）- 証言者
- 226（1989年、松竹富士）

以下はプロデュース作品
- 幸運の椅子（1948年、日映）
- 真空地帯（1952年、北星）
- 太陽のない街（1954年、北星）
- 愛すればこそ（1955年、独立映画）

### テレビドラマ
- テレビ劇場（NHK）
  - じれったい恋の物語（1958年）
  - 火の山（1958年）- アイヌ酋長
  - 羽衣の女（1959年）
  - 風は五月を（1959年）
  - わたしの父は（1959年）
  - 広島に生きる（1959年）
  - 冬の海辺（1960年）
  - まごころ（1960年）
  - そして今日もまた（1960年）- 矢島謙吾
  - のぞみ（1960年）
  - からいも嫁女（1962年）
- 鶴田浩二アワー / 盲目の弟（1958年、NTV）
- ここに人あり（NHK）
  - 第66回、第67回「蟻の町のマリア（前編、後編）」（1958年）
  - 第98回「海に生きる」（1959年）- 老漁夫源太
  - 第100回「愛のテープレコーダー」（1959年）- 校長
  - 第111回「里親先生」（1959年）- 岩田先生
  - 第153回「太陽のせいじゃない」（1960年）
  - 第159回「親ごころ」（1960年）
  - 第175回「てんやもん」（1961年）
- お好み日曜座（NHK）
  - 桔梗の夢（1958年）
  - ピエロが泣いた（1959年）
  - 恋のマルコポーロ（1959年）
  - 生きかえった石松（1959年）
- 雑草の歌（KR） 
  - 第55「自分の墓」（1959年）
  - 第97回「ゴミの中の顔」（1960年）
  - 第124回「たんぽぽの花咲くまで」（1960年）
- ドキュメンタリードラマ・裁判（KR）
  - 娑婆の風（1959年）
  - 裁かれた特ダネ（1959年）
- 三行広告 第18回「書生を求む」（1959年、CX）
- ダイヤル110番 第107話「町の英雄」（1959年、NTV）
- 日立劇場 第3回「森の石松」（1959年、KR）
- ヤシカゴールデン劇場 / 赤ちゃん（1959年、NTV）
- ゴールデン劇場 / ウエディング・ドレス（1959年、NTV）
- 遊星王子 第4部「魔境黄金洞」（1959年、NTV）- シラム
- 東京0時刻 / 自殺ホテル（1959年、KR）
- サンヨーテレビ劇場（KR）
  - 挑戦（1959年）
  - 世は抜きとり（1960年）
- 現代幸福読本 第6回「希望のはかなさにつて」（1959年、NTV）
- この情報を買ってくれ（1959年、CX）
- スリラー・コメディ 第4・5回「真白き富士の嶺」（1960年、NHK）
- サスペンスタイム 第8回「母ちゃんは犯人じゃない」（1960年、NET）
- ステージアルバム / よごれた宝石（1960年、NHK）
- 東芝土曜劇場（CX）
  - 第47回「三人目の椅子」（1960年）
  - 第51回「殺意の影」（1960年）
  - 第59回「町奉行日記」（1960年）- 親分・大橋太十
  - 第80回「むしけら」（1960年）
  - 第133回「賭の季節」（1961年）- 部長刑事
  - 第143回「三人の女」（1961年）- 風早剛造
  - 第170回 - 第212回「われら青春」（1962年）
- ゴールド・ステージ / 肘掛椅子（1960年、NTV）
- マラヤに死す（1960年、NET）
- この空の下に 第12回「おじいと海」（1960年、NTV）
- 東京新撰組 第2話「俺にまかせろ」（1960年、CX）
- 剣豪秘伝（NET）
  - 第11回、第12回「伊藤一刀斎」（1960年）
  - 第26回「中条流小太刀」（1960年）- 富田勢源
  - 第46回「お菊の父」（1960年）
- パノラマ劇場 第19回「マリアは幸福」（1960年、NHK）
- ラッキーさん（1960年、NTV）
- 私だけが知っている（NHK） 
  - 地獄の法廷（1960年）
  - 模造品（1962年）
  - ゆがんだ振子（1962年）
- グリーン劇場 第2回「灰色に見える猫」（1960年、TBS）
- おかあさん 第54回「日本橋」（1960年、KR）
- 夜の十時劇場 / 赤ひげ診療譚（1960年、CX）- 松平壱岐守
- これが真実だ 第43回「開戦前夜」（1960年、CX）
- 現代人間模様 第78・79回「家庭について　ある婦人科カメラマン」（1960年、NHK）
- 灰色のシリーズ 第35回「悪い日」（1961年、NHK）
- あすをつげる鐘 / 星を見つめて・ガリレオ・ガリレイ（1961年、NHK）
- シャープ火曜劇場（CX）
  - 第7回「愛妻物語」（1961年）
  - 第30回「みどりの歌」（1962年）- 課長
- こがね虫（1961年、NHK）
- 王国のブルース（1961年、NHK）
- テレビ指定席（NHK）
  - 道（1961年）
  - ある結婚（1963年）
  - 恐山宿坊[5]（1964年）
  - 流人島（1965年）
- 女の園 第12回「ふたーりだけのちっちゃなツリー」（1961年、NHK）
- 人生の四季 第39回「受験期」（1962年、NTV）
- 近鉄金曜劇場（TBS）
  - ひょうたんと駒（1962年）
  - 山と川のある街（1962年）
- 松本清張シリーズ・黒の組曲（NHK）
  - 第10回「空白の意匠」（1962年） - 森野
  - 第47回「走路」（1963年）
- 天の声（1963年、NHK）
- ポーラ名作劇場（NET）
  - 第24回「幻のタンゴ」（1963年）
  - 第59回「香華」（1965年）
- 事件記者（NHK）
  - 第154話「捨て石」（1963年）
  - 第236話「血液」（1965年）
  - 第265話「花道」（1965年）
- 判決（NET）
  - 第42話「裕子の教科書」（1963年）
  - 第142話「一票の重さ」（1965年）
- 三匹の侍（CX）  
  - 第2シリーズ 第10話「愁刃有情」（1964年）
  - 第3シリーズ 第27話「風雲を斬る」（1966年）
  - 第4シリーズ 第18話「処刑」（1967年） - 石上伝七郎
  - 第5シリーズ 第6話「にがい汐」（1967年） - 浦田の勘助
- 風雪（NHK）
  - 万民・億民・兆民（1964年） - 島田
  - 明治最終列車（1965年） - 鉄道院総裁
  - 枯れすすき中山晋平（1965年） - 校長
- 徳川家康（1964年 - 1965年、NET） - 奥平美作守
- 七人の刑事 第199話「悪の遺産」（1965年、TBS）
- 連続テレビ小説 / おはなはん（1966年、NHK）
- ウルトラQ 第18話「虹の卵」（1966年、TBS / 円谷プロ） - 原子力発電所所長
- 泣いてたまるか 第21話「あゝ高砂や」（1966年、TBS / 国際放映）
- NHK劇場 / 大市民（1966年、NHK）
- 木下恵介アワー / 女と刀 第9話（1967年、TBS） - 長老鶴兄
- 眠狂四郎 第18話「贋金づくりの女」（1967年、CX）
- 特ダネ記者 第44話「虎穴に入らずんば」（1967年、NTV）
- 日産スター劇場 / 温泉和尚（1968年、NTV）
- 無用ノ介 第8話「雨に消える無用ノ介」（1969年、NTV / 国際放映） - 金兵衛
- 東芝日曜劇場 第652話「306号室」（1969年、CBC）
- 女殺し屋 花笠お竜 第3話「狂犬の歌がきこえる」（1969年、12ch / 国際放映） - 名主
- 新平四郎危機一発 第9話「リングで殺せ」（1969年、TBS）
- プレイガール（12ch / 東映）
  - 第39話「女一匹けんか仁義」（1969年）
  - 第205話「吹雪に挑んだ流れ医者」（1973年）- 田丸金作
- 遠山の金さん捕物帳 第8話「天下を狙う男」（1970年、NET）
- 怪奇十三夜 第13話「変幻・玉虫屋敷の怪」（1971年、NTV / ユニオン映画）- 和泉屋
- 銭形平次 第286話「お母（か）かんにん」（1971年、CX / 東映）- 江戸屋五兵ヱ
- 天下御免（1971年、NHK）
- 木枯し紋次郎 第1シーズン 第5話「童唄を雨に流せ」（1972年、CX / C.A.L）- 松阪屋
- シルバー仮面 第19話「逆転 シルバー旋風斬り」（1972年、TBS / 宣弘社）- 鳥島博士
- 大河ドラマ（NHK）
  - 国盗り物語（1973年）- 一念住持
  - 元禄太平記（1975年）- 間喜兵衛
- 水戸黄門（TBS / C.A.L）
  - 第4部 第22話「激流に実る恋 -北上川-」（1973年6月18日）- 近江屋源助
  - 第6部（1975年）
    - 第6話「あかね雲 -山鹿-」- 木下仁右衛門
    - 第30話「希望の灯 -成田-」- 理右衛門

  - 第7部 第18話「盗まれた印籠 -山形-」（1976年9月20日）- 太左衛門
  - 第8部 第14話「飛龍の火祭り -新宮-」（1977年10月17日）- 須佐美屋久兵衛
  - 第9部 第13話「黄門様の泥棒ごっこ -長岡-」（1978年10月30日）- 板倉屋伝右衛門
  - 第10部 第6話「天下の怪盗光右衛門 -駿府-」（1979年9月17日）- 竹園三右衛門
  - 第11部 第7話「うっかり八兵衛お殿様 -本荘-」（1980年9月29日）- 榎屋彦兵衛
  - 第12部
    - 第2話「頑固くらべで悪退治 -八王子-」（1981年9月7日）- 金井屋権兵衛
    - 第18話「天下一品喧嘩そうめん -龍野-」（1981年12月28日）- 戎屋又蔵
    - 第27話「瞼の母娘にめぐる春 -江戸・水戸-」（1982年3月1日）- 西国屋儀右衛門

  - 第13部（1983年）
    - 第13話「真実を尽した妻の愛 -高野-」- 田原屋
    - 第25話「消えた黄門様 -延岡-」- 庄屋七左衛門

  - 第14部（1984年）
    - 第31話「天下の怪盗葵の光右衛門 -大坂-」- 大淀屋
    - 第36話「夫婦喧嘩で悪退治 -徳島-」- 熊田屋

  - 第15部 第14話「めざす敵は仁術医者 -浜田-」（1985年4月29日） - 江津屋
  - 第16部
    - 第13話「想い叶えた愛の組紐 -膳所-」（1986年7月21日） - 近江屋
    - 第24話「母恋し涙の角兵衛獅子 -新発田-」（1986年10月6日） - 長岡屋
    - 第37話「初春献上二人彫 -日光-」（1987年1月5日） - 戸田屋

  - 第17部 第6話「悲願仇討ち傘女房 -岐阜-」（1987年10月5日）- 谷屋藤兵衛
  - 第18部 第15話「女意気地の博多織 –博多–」（1988年12月19日）- 箱崎屋
- ぶらり信兵衛道場破り 第13話「はきだめの鶴坊」（1973年、CX / 東映）- 瓦版の版元
- 幡随院長兵衛お待ちなせえ 第9話「めぐり逢いの日」（1974年、MBS / 東宝 / 俳優座）
- 破れ傘刀舟 悪人狩り（NET / 三船プロ） 
  - 第2話「鉄砲傷が呼んでいる」（1974年）- 用人・戸部伊織
  - 第37話「傷だらけの烙印」（1975年）- 材木屋・木曽屋伴蔵
- 運命峠 第6話「みだれ雲愛と剣」（1974年、KTV / 東映）- 後藤又兵衛
- 編笠十兵衛 第5話「斬殺」（1974年、CX / 東映）
- ご存じ金さん捕物帳 第15話「罪と情けの重ね底」（1975年、NET / 東映）
- 江戸を斬る（TBS / C.A.L） 
  - 江戸を斬るII 第2話「勇気ある決断」（1975年11月17日）- 近江屋久兵衛
  - 江戸を斬るIII 第13話「金四郎の結婚」（1977年4月11日）- 相州屋清兵衛
  - 江戸を斬るIV（1979年）
    - 第1話「紫頭巾が二人いた」- 西海屋善助
    - 第14話「おゆきお京麻薬地獄へ」- 肥後屋重衛門

  - 江戸を斬るV（1980年） 
    - 第3話「雛祭り娘目明し初手柄」- 彦根屋栄左衛門
    - 第13話「酔っていた目撃者」- 刀光堂宗兵衛

  - 江戸を斬るVI 第26話「掏った財布が無実の証」（1981年）- 和泉屋徳兵衛
  - 江戸を斬るVII 第9話「幼い脅迫者」（1987年）- 近江屋仁兵衛
- 非情のライセンス（NET→ANB / 東映）
  - 第2シリーズ
    - 第24話「兇悪の献身」（1975年）- 酒匂静山
    - 第70話「兇悪の秘め事」（1976年）- 小野寺勘治
    - 第116話「狂宴」（1977年）- 沢渡泰造

  - 第3シリーズ 第15話「兇悪のファミリー・殺意の重奏」（1980年）- 神村正三郎
- ザ★ゴリラ7 第8話「誇り高き脅迫者」（1975年、NET / 東映）- 山崎竜全
- 伝七捕物帳 第72話「腕白小僧の身代金」（1975年、NTV）- 吉五郎
- 鬼平犯科帳 第12話「凄い奴」（1975年、NET / 東宝）- 不知火の源八
- 影同心 第16話「もてた男の殺し節」（1975年、TBS / 東映）- 俵屋伊兵衛
- 長崎犯科帳 第1話「すごい男がやって来た」（1975年、NTV / ユニオン映画）- 海産物問屋・村田屋新兵衛
- 十手無用 九丁堀事件帖 第3話「美女が消えたまた一人」（1975年、NTV / 東映）- 紫雲堂玄斎
- 必殺仕置屋稼業 第17話「一筆啓上裏芸が見えた」（1975年、ABC / 松竹）- 六兵衛
- 前略おふくろ様 第1シリーズ 第7話（1975年、NTV）- 区会議員
- 遠山の金さん 第1シリーズ 第22話「恐怖の縄を解け!!」（1976年、NET）- 山師・円平（善人役）
- 太陽にほえろ!（1976年、NTV / 東宝）
  - 第181話「壁」- 大物政治家
  - 第205話「ジョーズ探偵の悲しい事件簿」- 黒井甚八
- 妻たちの2.26事件（1976年、NHK）- 高橋是清
- 子連れ狼 第3部 第17話「香りを着て」（1976年、NTV / ユニオン映画）- 善天和尚
- 海は甦える（1977年、TBS）- 伊東佑亨
- いろはの"い" 第32話「訣別・わかれ」（1977年、NTV / 東宝）- 中光物産・野村一郎
- ジグザグブルース 第7話「四十年前の青春」（1977年、NET / 東映）
- 華麗なる刑事 第2話「男のバラード」（1977年、NTV / 東宝）
- 新選組始末記（1977年、MBS）- 八木源之丞
- 土曜ドラマ / 松本清張シリーズ・依頼人（1977年、NHK）- 佐伯伊佐子の叔父
- ご存知 女ねずみ小僧（1977年、CX / 松竹）- 堀内伝右ヱ門
- 破れ奉行 第26話「仁義なき暗黒街」（1977年、NET / 中村プロ）- 戸田玄斉
- 野望（1977年、ANB）- 岩壁経済連会長
- Gメン'75（TBS / 東映）  
  - 第133話「死体の首を折る男」（1977年）- 門馬衆議院特別委員長
  - 第211話「通勤バスから消えたキャリアガール」（1979年）- 大東亜物産常務
  - 第343話「'82 オートバイに乗った暗殺者たち」（1982年）- 藤森副総裁
- 土曜ワイド劇場（ANB）
  - 昭和怪盗伝（1977年）- 警視総監
  - 刑事湿原に幻の鶴を見た（1978年）
  - スキーバスを追え! 36人の乗客（1980年）
  - 幽霊シリーズ7 迷探偵コンビの危険旅行!幽霊結婚（1982年）
  - 松本清張の溺れ谷（1983年）
  - 血液型殺人事件 霧の那須高原襲われた女探偵（1985年）
  - 妻たちの謀略（1987年）
- 平岩弓枝ドラマシリーズ / 女の河（1977年 - 1978年、CX）
- 江戸の鷹 御用部屋犯科帖 第24話「絶唱大空に舞う黒髪」（1978年、NET / 三船プロ）
- 日本の戦後 第10集「オペラハウスの日章旗 サンフランシスコ講和会議」（1978年、NHK）- 津島壽一
- 桃太郎侍 第65話「桃太郎一家のお正月」（1978年、NTV / 東映）- 越後屋宗七
- 白い巨塔 第6話（1978年、CX）
- 大岡越前（TBS / C.A.L）
  - 第5部 第10話「殴り込み仁術」（1978年4月10日）- 蔵前の嘉兵衛
  - 第6部 第20話「死を賭けた潜入」（1982年7月19日）- 西国屋徳兵衛
  - 第7部 第1話「大岡越前」（1983年4月18日）- 高津屋八右衛門
  - 第8部（1984年） 
    - 第3話「殺しの依頼は能面の女」- 鳴海屋彦六
    - 第20話「札つき婆命を賭けた大芝居」- 肥前屋

  - 第9部 第19話「義賊つむじ風の仇討ち」（1986年3月3日）- 会津屋
  - 第10部（1988年）
    - 第6話「弱者に誓う大岡裁き」- 秋田屋伝兵衛
    - 第20話「親不孝息子の敵討ち」- 玉屋仁兵衛
- 風鈴捕物帳 第4話「血染めの鷹小判」（1978年、ANB / 東映）- 堺屋善右衛門
- 疾風同心 第17話「お囃子お新」（1979年、12CH / C.A.L）- 上州屋
- 吉宗評判記 暴れん坊将軍 第54話「小判が好きな女医者」（1979年、ANB / 東映）- 元若年寄・稲葉内膳正
- 日本巌窟王（1979年、NHK）- 土井大炊頭
- 大江戸捜査網 第403話「怪奇 生きていた死美人」（1979年、12ch / 三船プロ）- 赤城徳右衛門
- 破れ新九郎 第21話「殺しの報酬は殺し」（1979年、ANB / 中村プロ）- 宗兵衛
- ちょっとマイウェイ（1979年、NTV）- ニコニコパン店主
  - 第1話「わたしが来たから安心よッ」
  - 第5話「南代官山戦争」
  - 第6話「オレンジシャーベットサービスよ」
- 明日の刑事 第89話「シーザー号最大の危機」（1979年、TBS / 大映テレビ）
- 不毛地帯（1979年、MBS）- 山城防衛庁長官
- 歴史の涙（1980年、TBS）- 森赳中将
- 水曜劇場 / なぜか初恋・南風 第16話「女をさがせ」（1980年、TBS）- 伴剛蔵
- 大空港 第74話「灼熱の逆光線 娘よ殺意の河を渡れ!」（1980年、CX / 松竹）- 暴力団片山組・片山組長
- 特捜最前線 第155話「完全犯罪・350ヤードの凶弾!」（1980年、ANB / 東映）- 代議士・渡来十全
- 池中玄太80キロ 第1シリーズ（1980年、NTV）
- 雪姫隠密道中記 第11話「御用金を狙った男 -姫路-」（1980年、MBS / S.H.P）- 龍野屋左衛門
- 大激闘マッドポリス'80 第10話「処刑儀式」（1980年、NTV / 東映）- 木田社長（栄光商事）
- 警視庁殺人課 第1話「復讐のバラード」（1981年、ANB / 東映）- 安川代議士
- プロハンター 第24話「ロンリー・ハート」（1981年、NTV / セントラル・アーツ）
- ザ・ハングマン 第48話「死人の恋 愛の言葉はさようなら」（1981年、ABC / 松竹）- 高野太一
- 幻之介世直し帖 第10話「狙われた愛の肖像」（1981年、NTV / 国際放映）
- 日本悪妻に乾杯!（1981年、TBS）
- ザ・サスペンス / 入試問題殺人事件（1982年、TBS）
- 火曜サスペンス劇場 （NTV）
  - 松本清張の指（1982年）
  - 暗い落日（1983年）
  - 霖雨の時計台 (1983年）- 法務大臣・中畑清太郎
- 時代劇スペシャル / 地獄の掟（1982年、CX）- 徳兵衛
- 新・松平右近 第4話「腰ぬけ武士道」（1983年、NTV / ユニオン映画）- 田島屋伝兵衛
- 平岩弓枝ドラマシリーズ / 湖水祭（1983年、CX) - 村田
- 幻の光（1983年11月4日、ABC）- 彦三郎
- 銀河テレビ小説 / 父からの贈りもの （1985年、NHK）
- 月曜ワイド劇場 / 美貌のメス 女外科医が見た大病院の疑惑! （1985年、ANB）
- TBS開局30年記念ドラマ / そして戦争が終った（1985年、TBS）- 平沼騏一郎
- 月曜ドラマランド / ボクの婚約者（1986年、CX）- 川原源治郎
- 月曜・女のサスペンス / 父は戦争に行った（1988年、TX）- 野島康之助
- ドラマスペシャル / 熱き炎の旅（1988年、TX）
- 翔んでる!平賀源内 第2話「濡れ衣晴らしたエレキテル」（1989年、TBS / C.A.L / 東映）- 佐渡屋

### 舞台
- 全線（1929年、東京左翼劇場）
- 乞食芝居（1932年、東京演劇集団）- ヒソ吉
- 機関車（1933年、東京左翼劇場）- 宮坂修二
- 忠臣蔵（1934年）- 斧九太夫
- 法隆寺（1958年、劇団民藝）- カシワデノカタフコ
- ポーギィとベス（1958年、劇団民藝）- 検屍官
- 運命（1959年、劇団民藝）- 代議士
- イルクーツク物語（1960年、劇団民藝）- ほろ酔い機嫌の男
- 火山灰地 第一部（1961年、劇団民藝）- コヴァンコフ
- 火山灰地 第二部（1961年、劇団民藝）- 紋服の男
- 初恋（1963年、劇団民藝）-  ロマン・チモフェーヴィチ
- 夜明け前 第一部（1964年、劇団民藝）- 金兵衛
- 女の勤行（1964年、劇団民藝）- 小松
- 開かれた処女地（1965年、劇団民藝）- アフヴァートキン
- 郡上の立百姓（1966年、劇団民藝）- 才治郎
- 狼（1966年、劇団民藝）- シャプラ
- 斬られの仙太（1968年、劇団民藝）- 戸山長兵衛
- 島（1968年、劇団民藝）- 大浦
- 炎の人（1969年、劇団民藝）- ド・ヨンク
- 無頼官軍（1969年、劇団民藝）- 北島千太郎
- もう一人のヒト（1970年、劇団民藝）
- 七月六日（1970年、劇団民藝）
- 予告の日（1971年、劇団民藝）
- 三人姉妹（1972年、劇団民藝）
- メアリ・スチュアート（1973年、俳優座）- ペピーヌ
- 冬の旅（1975年、日生劇場）- 宇野悠一
- ペール・ギュント（1978年、新劇）
- コーカサスの白墨の輪（1980年、俳優座）- 太った貴族、修道士

### 吹き替え
- 緑園の天使（1969年、NHK版）- ブラウン（演：ドナルド・クリスプ）
- ルーツ（1977年、テレビ朝日版）- アーサー・ジャスティン上院議員（演：バール・アイヴス）

### ラジオドラマ
- ラジオ芸術劇場 / 幕末千一夜（1966年、NHK）

## 文献
- 『三十五年前（悲劇喜劇 <特集>わが終戦）』（1980年8月、早川書房）
- 小沢栄太郎、信欣三、松本克平と『四人でしゃべった』（1987年、早川書房）※座談で戦前の演劇活動を回想